# Maitreyi
Maitreyi är en roman från 1933 av den rumänske författaren Mircea Eliade. Handlingen är löst självbiografisk och utspelar sig i Calcutta på 1930-talet. Huvudpersonen är en ung fransk ingenjör som blir trollbunden av den indiska kulturen och har en kärleksaffär med sin arbetsgivares dotter, en ung intellektuell bengaliska. Förlaga var Eliades romans med Maitreyi Devi, dotter till den indiske filosofen Surendranath Dasgupta och senare själv en känd författarinna. Eliade var vid tidpunkten 23 och Devi 16. Romanen, som var Eliades tredje, blev en kommersiell framgång i Rumänien och gav Eliade ryktbarhet som skönlitterär författare, vid sidan av hans akademiska arbete.
Devi själv läste inte boken förrän 40 år senare. Hon sökte upp Eliade och konfronterade honom och svarade 1974 med att ge ut en egen bok om kärleksaffären, Na hanyate (ung. "Det kan aldrig dö", från Bhagavad-Gita). Devi skildrar historien som lidelsefull, men tillbakavisar helt Eliades framställning av den som fysisk. Maitreyi har filmatiserats som La nuit bengali med premiär 1988, med Hugh Grant och Supriya Pathak i huvudrollerna.